# Der blaue Vogel

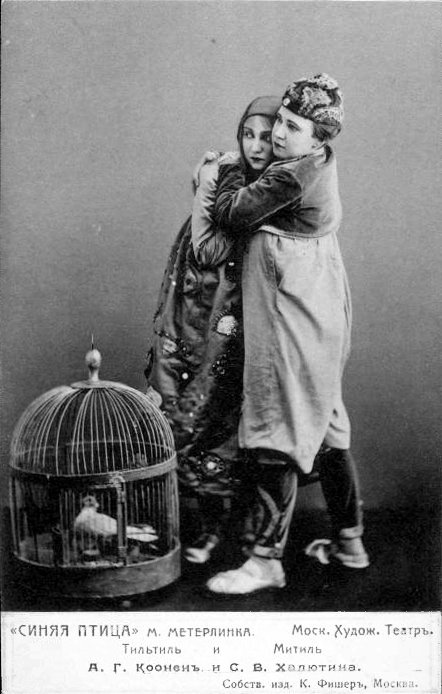
Uraufführung in Moskau, 1908, mit Alice Coonen und Sofja Chalutina

Der blaue Vogel (französisch L'oiseau bleu) ist ein Drama von Maurice Maeterlinck, das 1908 in Moskau erstmals aufgeführt wurde.

## Handlung
Die armen  Geschwister Tyltyl und Mytyl erhalten am Abend vor Heiligabend Besuch von einer alten Frau. Diese gibt sich als Fee aus, sieht aber aus wie die reiche Nachbarin. Sie bittet die Kinder, den blauen Vogel zu finden, damit ihre traurige Tochter wieder fröhlich wird. Sie gibt ihnen einen Diamanten, einen Hund, eine Katze, das Brot, die Milch, das Licht und weitere Zaubermittel mit, die sie auf ihrer Suche unterstützen sollen. Die Kinder sind nun in der Lage, mit Tieren und Gegenständen reden zu können und verborgene Dinge zu sehen.
Sie kommen in das Land der Zukunft, das Land der Finsternis und in einen Wald, können aber nirgends den blauen Vogel finden.
Enttäuscht kehren sie nach Hause zurück. Dort stellen sie fest, das nur eine Nacht vergangen ist und die Reise wahrscheinlich nur ein Traum war. Sie sehen eine Turteltaube in ihrem Käfig, die nun plötzlich blau erscheint, und schenken sie der Nachbarstochter. Diese wird wieder fröhlich, der Vogel fliegt davon.
Dieses symbolistische Märchenstück über die Suche nach dem Glück verbindet mystische Erkenntnisse mit einfachen Sichtweisen auf das Leben.

## Theateraufführungen
Das Stück wurde nur selten an Theatern aufgeführt.
- 23. Oktober 1908 Moskau, Künstlertheater, Uraufführung
- 1. Oktober 1910 New York, New Theatre, Central Park, erste Aufführung in den USA, bis 7. November, danach 8. November–11. Januar 1911 Majestic Theatre New York[1]
- 11. März 1911, Paris, Théâtre Réjane, französische Erstaufführung, mit Georgette Leblanc
- 15. September 1911 New York, Century Theatre, bis 1. Oktober
- 23. Dezember 1912 Berlin, Deutsches Theater, deutsche Erstaufführung, Regie Max Reinhardt, mit Lia Rosen (Tyltyl), Mathilde Danegger (Mytyl), Margarete Kupfer (Mutter Tyl), Victor Arnold (Der Hund), Gertrud Eysoldt (Die Katze), Wilhelm Diegelmann (Das Brot), Johanna Terwin (Das Wasser), Paul Biensfeldt (Der Zucker), und andere

## Bearbeitungen

### Literarische Bearbeitungen
- Georgette Leblanc: [L'oiseau bleu pour les enfants?], Bearbeitung als Kinderbuch
  - The Blue Bird for Children, 1914, englische Übersetzung von Alexander Texeira de Mattos[2]
- Juri Tetzlaff, Steffen Tast: Der blaue Vogel, 2021, Erzählfassung für einen Sprecher für die Neuaufnahme von Engelbert Humperdincks Schauspielmusik[3]

### Musik
- Engelbert Humperdinck, Der blaue Vogel, Schauspielmusik zu dem Weihnachtsmärchen, 1912 am Deutschen Theater Berlin bei der Theateraufführung gespielt, Partitur ungedruckt
- Albert Wolff, L'oiseau bleu, 1918, Oper mit Libretto von Maurice Maeterlinck

### Filme
Es gab einige Verfilmungen des Stücks
- 1910 The Blue Bird, England, Kurzstummfilm, mit Pauline Gilmer und Olive Walter
- 1918 The Blue Bird, USA, Stummfilm, Regie Maurice Tourneur
- 1940 The Blue Bird, USA, Regie Walter Lang, mit Shirley Temple, wahrscheinlich nach  Radioaufnahme
- 1970 Sinjaja ptiza, Sowjetunion, Animationsfilm
- 1976 The Blue Bird, USA/Sowjetunion, Regie George Cukor
- 1980 Maeterlinck's Blue Bird: Tyltyl and Mytyl's Adventurous Journey, Japan, TV-Animationsserie
- 2011 Blue Bird, Belgien, Regie Gust Van Den Berghe, gezeigt auf dem Festival von Cannes[4]

### Hörspiele
- 1939 The Blue Bird, Erstsendung 24. Dezember 1939, in der Broadcast-Serie   The Screen Guild Theater, mit Shirley Temple und Nelson Eddy
- 1961 Der blaue Vogel, SWR
- 1977 Der blaue Vogel, Rundfunk der DDR[5]